# Astragalus mendocinus
Astragalus mendocinus är en ärtväxtart som beskrevs av Gomez-sosa. Astragalus mendocinus ingår i släktet vedlar, och familjen ärtväxter. Inga underarter finns listade i Catalogue of Life.